# Резолюция Совета Безопасности ООН 382
Резолюция Совета Безопасности ООН 383 — документ, инициированный 1 декабря 1975 года на 1858-м заседании Совета Безопасности ООН в связи с заявлением Суринама о его приёме в Организацию Объединённых Наций. Единогласным голосованием Совета Безопасности рекомендовал Генеральной Ассамблее принять Суринам в ООН.

## Предпосылки
25 ноября 1975 года Суринам, зависимая территория Нидерландов, после длительного процесса деколонизации провозгласил свою независимость.

## Заседание Совета Безопасности ООН
1 декабря 1975 года в Совет Безопасности ООН поступило заявление о приёме Суринама в Организацию Объединённых Наций. Совет принял решение пригласить на заседание представителя Нидерландов принять в нём участие без права голоса.

### Голосование
Рассмотрев заявление Суринама Совет единогласно принял резолюцию и рекомендовал включить государство в ООН.
| За (15) | Воздержались (0) | Против (0) |
| --- | ---------------- | ---------- |
| - Великобритания - Китай - СССР - США - Франция - Белорусская ССР - Гайана - Ирак - Италия - Камерун - Коста-Рика - Мавритания - Танзания - Швеция - Япония |                  |            |

 * жирным выделены постоянные члены Совета Безопасности ООН